# Richard Schlemmer
Richard Schlemmer (* 30. März 1893 in Seidau bei Bautzen; † 25. Februar 1946 in der Sowjetunion) war ein deutscher Schriftsteller.

## Leben
Nachdem Schlemmer die Fichteschule in Bautzen besucht hatte, erlernte er den Beruf des Lithografen in der Druckerei der Gebrüder Weigang. Während des Ersten Weltkrieges war er beim Militär. In der Zeit darauf arbeitete er als Laienschauspieler am Stadttheater Bautzen. Später wurde er technischer Zeichner bei der Staatsbahn in Dresden und arbeitete danach als Reichsbahn-Oberdirektor bei der Reichsbahndirektion Dresden. Während des Zweiten Weltkrieges wurde Schlemmer erneut zum Kriegsdienst eingezogen und an der Ostfront gefangen genommen. Im Jahre 1946 verstarb Richard Schlemmer in einem Kriegsgefangenenlager in Russland.
Durch seine Liebe zur Stadt Bautzen begann er sich für deren Vergangenheit zu interessieren und schrieb 6 Romanbände, die sich um die Geschichte der Stadt ranken. Nachdem er sich in alte Stadtliteratur vertieft hatte, konnte er konkrete historische Fakten in seine Bücher einarbeiten, die den Zeitraum vom 15.–18. Jahrhundert lebendig werden ließen. Bekannte Ereignisse und Figuren lassen den Leser an realen Orten in diese Epoche eintauchen.
Die Romane erschienen ab 1928 beim „Verlag Peter J. Oestergaard G.m.b.H. Berlin Schöneberg“. Im Jahre 2000 wurden die Bände im Rahmen des 1000. Geburtstages der Stadt Bautzen als Taschenbuch sowie als gebundene Ausgabe noch einmal neu aufgelegt. Die Bücher wurden originalgetreu in deutscher Schrift beim „Lausitzer Druck- und Verlagshaus GmbH Bautzen“ gedruckt.

## Bibliografie

### Romane
- Trutziges Stadtvolk – Die Rebellion der Zünfte (1928)
- Trutziges Stadtvolk – Hussiten vor den Toren (1929)
- Feindliche Stadtregenten (1931)
- Die Rache des Königs (1933)
- Die geschändete Stadt – Der Sachsenzug (1937)
- Die geschändete Stadt – Kaiserliche, Sachsen und Schweden (1938)

| Personendaten    | Personendaten            |
| ---------------- | ------------------------ |
| NAME             | Schlemmer, Richard       |
| KURZBESCHREIBUNG | deutscher Schriftsteller |
| GEBURTSDATUM     | 30. März 1893            |
| GEBURTSORT       | Seidau bei Bautzen       |
| STERBEDATUM      | 25. Februar 1946         |
| STERBEORT        | Sowjetunion              |